# Куйабено
Куйабено (исп. Cuyabeno ) — один из 7 кантонов эквадорской провинции Сукумбиос. Площадь составляет 3875 км². Население по данным переписи 2001 года — 6643 человек, плотность населения — 1,7 чел/км². Административный центр — город Куйабено.

## География
Расположен в юго-восточной части провинции. Граничит с Перу (на востоке и юго-востоке), а также с кантонами: Путумайо (на севере), Шушуфинди (на юго-западе) и Лаго-Агрио (на северо-западе).